# Chaetonotus segnis
Chaetonotus segnis is een buikharige uit de familie Chaetonotidae. De wetenschappelijke naam van de soort werd in 1981 voor het eerst geldig gepubliceerd door Martin. De soort wordt in het ondergeslacht Captochaetus geplaatst.